# Florrie
Florence Arnold, (født 28. december 1988) bedre kendt under kunstnernavnet Florrie, er en engelsk sanger, sangskriver, trommeslager og model. Hun er født og opvokset i Bristol, hvor hun gik på Colston's Girls' School. Siden hun i 2008 blev trommeslager for produktionsgruppen Xenomania, har hun spillet live-koncerter og indspillet sange for populære artister som Kylie Minogue, Girls Aloud og Pet Shop Boys. 
I 2010 begyndte hun sin solokarriere med udgivelsen af hendes første album Introduction. I 2011 udgav Florrie sit andet album Experiments, og i 2012 udgav hun sit tredje album Late.
Sangen "Call 911" (Florrie Remix) skrevet af Florrie selv figurerer som titelmelodien til web-serien The Avenue. Sangen figurerer bl.a. i traileren til første sæson 1 af The Avenue, mens flere andre af Florries numre figurerer i flere af de enkelte episoder. 
Florrie arbejder midlertidigt på sit fjerde album, som forventes at blive udgivet i starten af 2013. Albummet forventes at indeholde sangene: "Looking for Love", "Shut Down", "Last Thing on Your List" og "First Time", som hun bl.a. har optrådt med på Sala Nasti i Madrid i september 2012.